# Ley del cheque en garantía
La ley N°20.394 que «Prohíbe condicionar la atención de Salud al otorgamiento de cheques o dinero en efectivo», conocida popularmente como la ley del cheque en garantía, es una normativa legal vigente promulgada en 2009 operativa en el territorio chileno que tiene como función prohibir y fiscalizar el abuso que empresas del rubro de la salud han cometido, el cual es la exigencia de un cheque en garantía para poder acceder a los servicios de atención médica, incluso cuando estos son de extrema urgencia.
Originalmente este problema fue tratado de resolver en la ley N.º 19.650 que «perfecciona normas del área de Salud», que modificó a través del Decreto Ley N.º 2.763 de 1979, y reformó el Fondo Nacional de Salud (FONASA), sin embargo, este tipo de cobro indebido siguió siendo cometido por las entidades hospitalarias públicas y privadas; la ley N.º 20.394 prohibió completamente la práctica del cheque en garantía.
Sin embargo, se han seguido registrando casos en los cuales centros de atención de emergencia siguen solicitando este tipo de pago por adelantado, vulnerando derechos de pacientes, así como levanta cuestionamientos éticos sobre el trato de la salud.

## Historia
En 1979 el sistema de salud en Chile es completamente reformado por medio del Decreto ley N°2.763 que Reorganiza el Ministerio De Salud y crea los Servicios de Salud, el Fondo Nacional de Salud, el Instituto de Salud Pública de Chile y la Central de Abastecimiento del Sistema Nacional de Servicios de Salud
Sin embargo, durante 1999 se aprueba la ley N.º 19.650 que Perfecciona normas del Área de Salud, conocida como la ley de Urgencia y que reforma el Decreto ley N°2.763. Entre las reformas que introdujo esta ley, se encuentran aquellas que regulan y garantizan que aquellas personas que están en una situación de riesgo vital, que pueda ser atendido en el centro asistencial más cercano en el cual se encuentra, siendo este privado o público. Acorde a esta ley, ningún recinto de podrá negar la atención a personas, ni exigir alguna garantía de pago (como cheques en blanco, pagaré, o dinero), mientras dure la condición de riesgo vital.
Ahora bien, aun cuando la ley se encontraba vigente desde hace 6 años, en 2005 se seguían registrando denuncias de centros de atención de urgencia que incurran a la exigencia de un cheque en garantía para la atención de pacientes, ya que utilizando un vacío legal de la ley, la única ocasión en la que no se podía exigir cheques, tarjetas de crédito u otras garantías comerciales es cuando un médico cirujano señalaba que el paciente se encontraba en una situación de riesgo vital.
Esto sumado a la desinformación de los pacientes y la retención indebida del cheque posterior a la atención médica llevaron a modificar la ley vigente para ese entonces.
El 22 de junio de 2006 los senadores Guido Girardi, José Antonio Gómez, Alejandro Navarro, Carlos Ominami y Mariano Ruiz-Esquide presentan un proyecto de ley que modifica el Decreto ley N°2.763, el cual entra a discusión en la comisión de Salud del Senado, en donde posterior a la discusión, el proyecto de ley se aprueba unánimemente para ser votado en sala. El 9 de mayo de 2007 pasa a sala, donde es aprobado en general y en particular sin modificaciones, por lo que es despachado a la Cámara de Diputadas y Diputados de Chile. El proyecto posteriormente es discutido en la comisión de Salud de la Cámara de Diputados el 2 de junio de 2009, y es votado en cámara, añadiendo enmiendas, lo que produce que la ley retorne al Senado.
Sin embargo, el 29 de junio de 2009 la presidenta Michelle Bachelet presenta un veto de ley al proyecto de ley modificado y aprobado por los diputados, integrando al proyecto de ley sanciones monetarias debido a la infracción de la ley. Con la integración de estas modificaciones, la ley pasa nuevamente al Senado para ser discutida. Es aprobada y promulgada el 3 de noviembre de 2009.
Sin embargo, y aun con la ley en vigencia, en 2013 se denunció que las clínicas privadas seguían exigiendo cheques en garantía, acumulandose 613 denuncias entre noviembre de 2009 y mayo de 2013. Existen casos a 10 años de la promulgación de la ley en la cual centros de atención de urgencia, como la Clínica Dávila, han sido acusados de violar esta ley.

## Estructura y funciones
A ley se compone de un artículo único que modifica el Decreto Fuerza de Ley N°1 de 2006 del Ministerio de Salud, que intercala nuevos artículos a este DFL.
La ley añade al DFL el artículo 141 bis que señala que prestadores de salud no podrán exigir, como garantía de pago por las prestaciones que reciba el paciente, el otorgamiento de cheques o de dinero en efectivo., pero los hospitales si podrán exigir otros medios de garantía como son las tarjetas de crédito, cartas de respaldo otorgadas por los empleadores, o letras de cambio o pagarés. Además, si el paciente lo quiere, podrá dejar voluntariamente un cheque en garantía. El DFL ya indicaba que es el Ministerio de Salud quien determinará por reglamento las condiciones generales y las circunstancias bajo las cuales una atención o conjunto de atenciones será considerada de emergencia o urgencia y que un médico cirujano en Urgencias deberá aplicar los criterios según cada caso.
Esta ley le entrega nuevas atribuciones a la Intendencia de Prestadores de Salud, parte de la Superintendencia de Salud, las cuales son fiscalizar lo declarado en los artículos 141, inciso final; 141 bis; 173, inciso séptimo, y 173 bis y sancionar la infracción de estas. Otra de las nuevas atribuciones de la Intendencia son las sanciones:
- Dependiendo de la gravedad, la sanción irá entre los 10 a 1000 unidades de fomento.
- Si es un prestador institucional, dependiendo de la gravedad, se puede eliminar del registro nacional y regional actualizado de los prestadores institucionales acreditados y de las entidades acreditadoras a la institución que ha infraccionado la ley por hasta 2 años.
- Si es algún prestador individual, además de la multa serán sancionados, si correspondiera, con suspensión de hasta ciento ochenta días para otorgar las Garantías Explícitas en Salud, sea por intermedio del FONASA o de una ISAPRE, así como para otorgar prestaciones en la modalidad de Libre Elección del Fondo Nacional de Salud.
- Si aun así, existe una reincidencia al año, las multas a cobrar pueden ser duplicadas o cuadruplicadas.

Además, la Superintendencia de Salud deberá crear un sistema para el ingreso expedito de las denuncias por la vulneración de este derecho. Las resoluciones de los casos por denuncias serán emitidas por la Superintendencia.
Estas modificaciones rigen tanto para Prestaciones médicas, así como para las Instituciones de Salud Previsional.

## Repercusiones
Aun cuando la ley entró en vigencia durante finales de 2009, siguen existiendo denuncias por parte de pacientes que, ante la urgencia, debieron dejar cheques en blanco para poder recibir atención médica.
En 2012 dos sentencias separadas, una para la Clínica Dávila y otra para el Hospital Clínico de la Universidad Católica fueron ejecutadas por parte de la Superintendencia de Salud. Ese mismo año la Clínica Santa María también perdió ante la Corte Suprema, por una demanda de una usuaria a la que le habían exigido un cheque en blanco.
En 2013 una denuncia entregada a la Superintendencia de Salud organizada por la ONG Activa, la Asociación Chilena de Municipalidades y un grupo de afectados señaló que entre 2009 y 2013 existieron 615 denuncias de usuarios de urgencia que se vieron obligados a dejar un cheque en blanco para poder recibir atención médica de urgencia.
La Clínica Dávila ha sido criticada por su accionar reciente. En agosto de 2019 existió otro caso en el cual a la familia un adulto mayor de 92 en estado grave se le exigió depositar 3 millones de pesos, de lo contrario deberían ser derivados a otros centro asistencial público. Otro caso ocurrió, en noviembre del mismo año, donde a las 4 AM una mujer con una infección urinaria ingresa a urgencias de un hospital privado, y le exigen cerca de 1 millón de pesos para su atención o sino sería dada de alta.

### Análisis ético
De acuerdo a la discusión parlamentaria en su momento, el superintendente de salud, Manuel Inostroza, señaló que una emergencia médica se define como «toda condición de salud o cuadro clínico que implique riesgo vital o toda condición de salud o cuadro clínico que implique secuela funcional grave para una persona de no mediar atención medica inmediata e impostergable».
Hasta antes de la entrada en vigencia de la ley N.º 18.469, que Regula el ejercicio del derecho constitucional a la protección de la salud, los servicios de salud de urgencia dejaron de ser condicionados para el caso en los que el paciente o relativos pudieran dejar alguna garantía monetaria. Antes del Plan de Acceso Universal de Garantías Explícitas (Plan AUGE), no existía una estructura legislativa que acatase el artículo 19 numeral 9° de la constitución de Chile que [...] asegura a todas las personas [...] el derecho a la protección de la salud. Sin embargo, aun  así centros de atención médica no acatan las actuales normativas indicadas por la legislación chilena, como es en el caso de los cheques en garantía.
La facultad de Medicina de la UNAM señala que existen cuatro principios que agrupan el comportamiento ético en la atención a la salud; siendo uno de estos el «evitar un mayor daño» a la salud del paciente. Además se ha señalado que es una obligación ética y legal la atención necesaria de un paciente en riesgo:

[...] En caso que el estado del enfermo sea crítico, deberá recibir la atención necesaria mientras su vida peligre. Esto no es solo una obligación ética, sino una situación contemplada por la ley en [México].
Dr. Pelayo Vilar Puig: Ética y Urgencias Médicas (2003).

Es, sin embargo, necesario destacar que esta ley no afecta directamente a los profesionales de la salud, sino que a las instituciones que prestan servicios de Salud. La «Ética de las Instituciones de Salud» ha sido cuestionada, ya que siendo que todas estas instituciones debiesen operar «con un imperativo ético» donde la calidad y vida de todo paciente debiese ser tratada de la misma forma, independiente de factores relacionados con la realidad de cada paciente, centros de atención médico en Chile poseen mecanismos de admisión o cuidado a lo más diferenciados. Sistemas privados de salud en el país operan bajo lógicas de empresa, velando por que sus intereses económicos estén primero antes de la entrega y calidad de atención.

## En la cultura popular
- La naturaleza poco ética del sistema de salud privado en Chile, incluyendo el abuso de la exigencia de cheques en garantía es integrado en la rutina humorística de Coco Legrand en la XLI Festival Internacional de la Canción de Viña del Mar de 2000.[17]